# Masegoso
Masegoso ist eine Gemeinde (municipio) mit 116 Einwohnern (Stand: 2024) im Süden der Provinz Albacete in der autonomen Region Kastilien-La Mancha. Neben dem Hauptort Masegoso gehört die Ortschaft Ituero zur Gemeinde.

## Lage
Masegoso liegt in der nördlichen Berglandschaft der Sierra de Alcaraz, dem nördlichen Ausläufer der Betischen Kordillere. Der Ort befindet sich in ca. 48 km (Fahrtstrecke) südwestlich der Provinzhauptstadt Albacete einer Höhe von ca. 1200 m. Im Gemeindegebiet liegt ein Großteil des Naturschutzgebietes Laguna del Arquillo. Das Klima im Winter ist gemäßigt, im Sommer dagegen warm; die geringen Niederschlagsmengen (ca. 463 mm/Jahr) fallen – mit Ausnahme der nahezu regenlosen Sommermonate – verteilt übers ganze Jahr.

## Bevölkerungsentwicklung
| Jahr      | 1970 | 1981 | 1991 | 2001 | 2011 | 2021 |
| --------- | ---- | ---- | ---- | ---- | ---- | ---- |
| Einwohner | 550  | 344  | 194  | 149  | 117  | 105  |

## Sehenswürdigkeiten

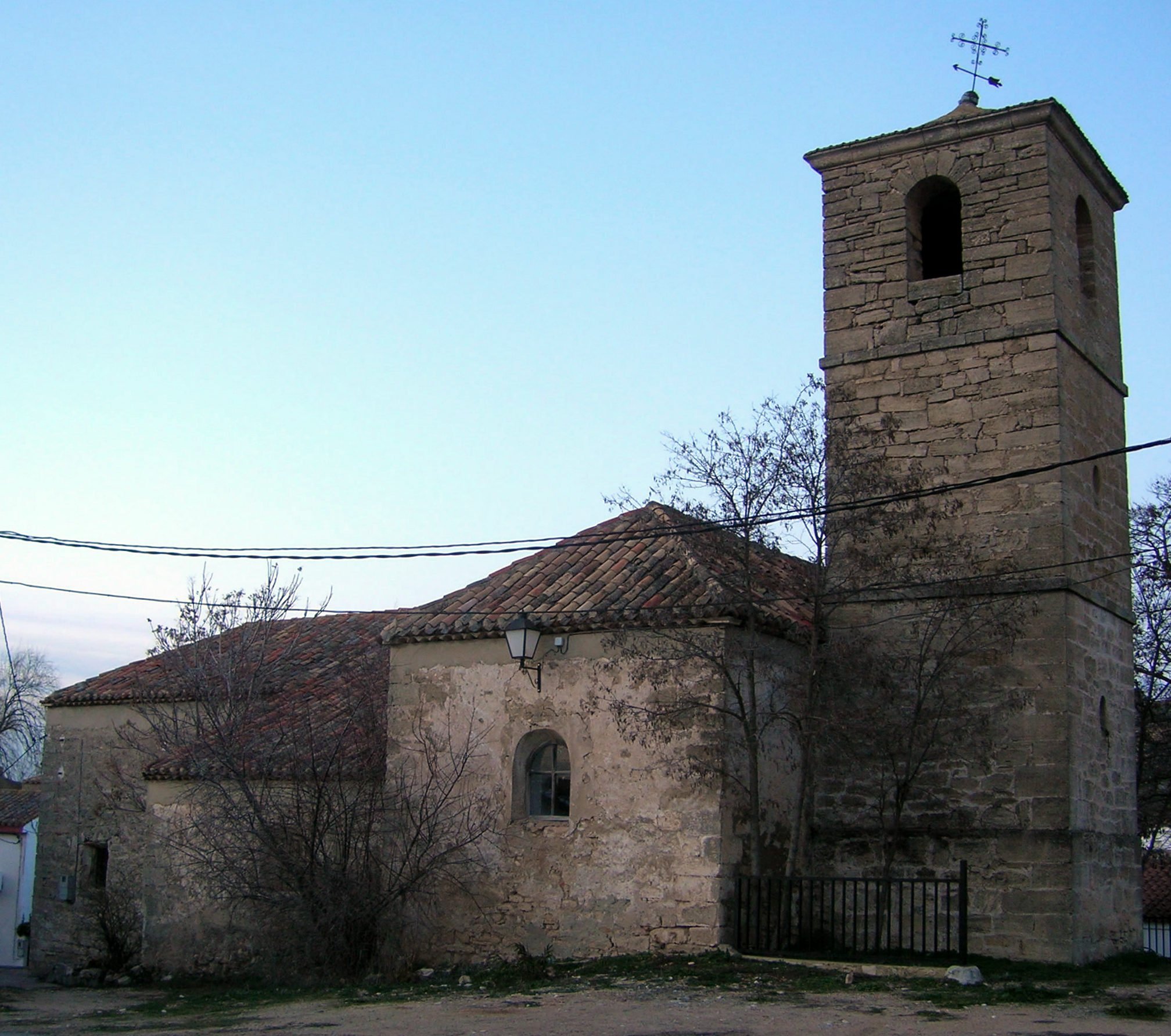
Benediktskirche
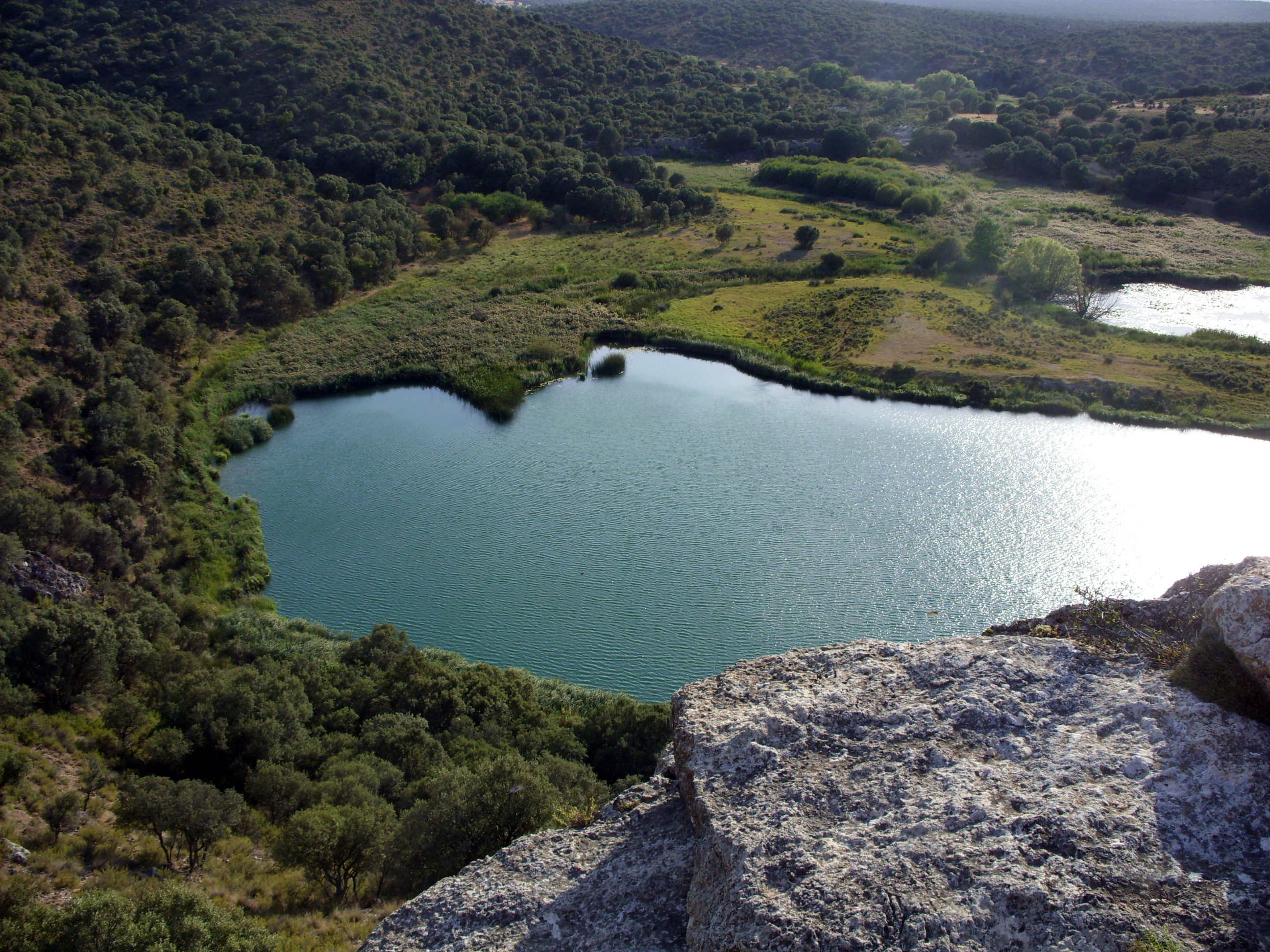
Laguna del Arquillo

- Benediktskirche
- Laguna del Arquillo